# Unit cargo
Unit cargo is de Engelse term voor wagenladingvervoer.
Het houdt in dat losse wagens op treinen kunnen worden geboekt die volgens een vaste dienstregeling rijden. Bij deze vorm van transport rijdt een wagen in meerdere treinen mee totdat de bestemming is bereikt (vergelijkbaar met passagiers die per personentrein reizen). Doordat er een paar uur zit tussen aankomst en vertrek van wagens die moeten worden uitgesorteerd én doordat de wagens niet rechtstreeks naar hun bestemming gaan, is de reistijd langer dan die van een bloktrein. Het voordeel van unit cargo is dat een klant niet hoeft te wachten, totdat hij lading voor een complete trein heeft, maar slechts lading voor een of enkele wagons hoeft aan te bieden. Dat bespaart vaak veel opslagruimte voor de klant. Zeker in het geval dat een klant niet zulke grote hoeveelheden te vervoeren heeft, is dit een uitgelezen mogelijkheid om toch per spoor te kunnen vervoeren. In Nederland is één groot rangeerterrein waar de treinen worden uitgesorteerd, namelijk Kijfhoek.

## Unit Cargo vervoer in Nederland
In Nederland zijn 2 spoorwegmaatschappijen die Unit Cargo vervoer aanbieden: DB Schenker Rail Nederland N.V. en ChemOil, een onderdeel van SBB Cargo. Unit Cargo betreft momenteel rond de 40% van het Nederlandse rail goederenvervoer. Momenteel heeft SBB Cargo slechts een miniem deel van het Unit Cargo vervoer in handen en richt zich met name op vervoersstromen van/naar Zwitserland. Per 12 december 2010 heeft SBB Cargo Deutschland haar eigen Unit Cargo treinen opgeheven door een gebrek aan lading, alleen bij een grote hoeveelheid zal er nog een zelfstandige trein rijden, anders zullen de wagens mee reizen met de twee maal per week rijdende autotrein tussen de Botlek en Keulen. De grootste en enige andere aanbieder van Unit Cargo vervoer is DB Schenker Rail Nederland. Voor de aanvoer/afvoer van de wagens rijden er treinen van/naar:
Duitsland
Keulen Gremberg - Kijfhoek (4x per dag)
Hagen Vorhalle - Kijfhoek (4x per dag)
Frankrijk/België
Somain - Kijfhoek (1x per dag)
Antwerpen - Kijfhoek (1x per dag)
Op Kijfhoek worden de treinen herverdeeld over de volgende verbindingen:
Kijfhoek - Amersfoort
Kijfhoek - Sittard
Kijfhoek - Sloehaven
Kijfhoek - Amsterdam Westhaven
Kijfhoek - Moerdijk
Kijfhoek - Onnen